# Erdély vezető politikai tisztségeinek listája

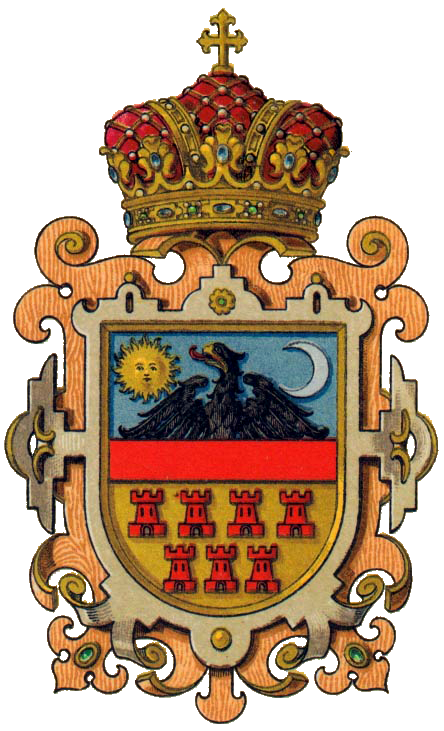
Az Az Erdélyi Nagyfejedelemség címere (XIX. század)

A legmagasabb erdélyi politikai tisztségek listája a 10. századtól 1867-ig.
- Székely ispán – a 13. század első felétől a 15. század második feléig kinevezett királyi tisztviselők a székelység élére a vajdáktól függetlenül.
  - A székely ispánok listája
- Erdélyi herceg – a királyi család hercegi címet viselő tagjai a 13–14. században
  - Erdélyi hercegek listája
- Erdélyi gubernátor – a Habsburg uralkodók által az Erdélyi Fejedelemség (1765-től Nagyfejedelemség) igazgatására kinevezett kormányzók 1691 és 1867 között
  - Erdélyi gubernátorok listája
- Erdélyi vajda – a királyság magas rangú tisztviselői, akiket az uralkodók neveztek ki Erdély egyes részeinek igazgatására
  - Erdélyi vajdák listája
- Erdélyi fejedelem – az Erdélyi Fejedelemség uralkodója 1570 és 1711 között
  - Erdélyi fejedelmek listája
- Erdélyi udvari főkapitány –  az udvari hadaknak, azaz a fejedelem állandó seregének a főparancsnoka
  - Erdélyi udvari főkapitányok listája
- Erdélyi kancellár – 1556 és 1679 között a fejedelem után a legmagasabb rangú tisztség, a fejedelem helyettese és legfőbb tanácsadója
  - Erdélyi kancellárok listája
- Erdélyi udvari kancellár – Erdély kormányzati szervének 1694 és 1867 között fennálló hivatalának vezetője
  - Erdélyi udvari kancellárok listája
- Korai uralkodók
  - Gyalu vezér, a legendás vlachok hercege kizárólag a 13. századi Gesta Hungarorumban szerepel, amelyet egy ismeretlen krónikás, Anonymus néven írt. A román történetírás azt állítja, hogy tényleges személy volt. A magyar történetírás azt állítja, hogy Gelou kitalált személy, Anonymus etimológiai helynévből alkotta meg. 
  - Töhötöm (904–?), a legendás hét magyar vezér egyike Anonymus szerint 
  - Zombor gyula (950) magyar nemzetségfő, birtokai kezdetben a délkelet-magyarországi Temes, Maros, Körös, Tisza és Tutisz (ismeretlen, de valószínűleg a Béga) által határolt vidéken helyezkedtek el. Gyula törzse valószínűleg 950 körül költözött Erdélybe, azonban a korai krónikák szerint családja ősanya egyike volt annak a hét honfoglaló vezérnek, akik a Kárpát-medencei honfoglalás idején elfoglalták Erdélyt. 
  - Prokuj gyula (?–1003), a Tisza felső vidéke és Észak-Erdély uralkodója. Unokaöccse, I. István magyar király legyőzte.
  - I. István (1003–1038), Magyarország első keresztény királya (1000), az Árpád-dinasztia tagja, Öreg Gyula anyai unokája, legyőzte Fiatal Gyulát és a bolgárokat.

## Fordítás
Ez a szócikk részben vagy egészben  a   Lists of political office-holders in Transylvania című angol Wikipédia-szócikk ezen változatának fordításán alapul.  Az eredeti cikk szerkesztőit annak laptörténete sorolja fel. Ez a jelzés csupán a megfogalmazás eredetét és a szerzői jogokat jelzi, nem szolgál a cikkben szereplő információk forrásmegjelöléseként.

## Kapcsolódó szócikk
- Erdélyi fejedelmek házastársainak listája